# Slag bij Marj es-Suffar
De Slag bij Marj es-Suffar vond plaats op 25 januari 1126 tussen een kruisleger geleid door koning Boudewijn II van Jeruzalem en de Seltsjoekse emiraten van Damascus onder leiding van Toghtekin. De kruisvaarders werden naar open terrein gedreven door het moslimleger, waardoor ze er niet in slaagden om hun vooropgezette plan uit te voeren, het veroveren van Damascus.

## De slag
Na het winnen van de Slag bij Azaz noordoostelijk van Antiochië, leidde Boudewijn II een leger om Damascus aan te vallen in het vroege voorjaar van 1126. Het leger bestond uit de gebruikelijke ruiters en bewapende soldaten ondersteund door speerwerpers en boogschutters te voet. Bij Marj es-Suffar, circa 30 kilometer buiten Damascus, naderden de kruisvaarders het leger uit Damascus, wat uitmondde in een gevecht.
Het gevolg was dat Damascus niet bereikt werd. De kruisvaarders verloren een hoop mensen door Turkse boogschutters omdat die dicht bij het slagveld stonden. Later op de dag werd er een sterke aanval uitgevoerd vanuit kruisvaarderszijde, waardoor ze toch konden zegevieren. Na dit tactische succes was het niet meer mogelijk om hun uiteindelijk doel nog na te streven. De slag bleef uiteindelijk zonder echte winnaar en beide kampen trokken zich terug.
In 1129 deden de kruisvaarders een nieuwe poging, maar het beleg op de stad verliep onsuccesvol.